# Ceaxe
Alexander Chaffardet Almón,(nacido el 19 de octubre de 2004 en Barcelona.) más conocido como Ceaxe es un cantante compositor nacido en Barcelona, España.
Con 14 años empezó a escribir sus primeras letras, y a los 16 empezó a sacar música oficialmente. Grabó sus primeros singles en su casa con el micrófono de sus auriculares, cuyos singles han llegado a obtener un total de 2 millones de reproducciones (Pa Ti, Ser Lo Que Era y Jodido). Es un artista que destaca por su Voz y lírica sentimental, Hip hop Rap a lo largo de su carrera ha ido innovando constantemente dentro del rap español llegando a colaborar con diferentes artistas del género urbano.
Actualmente, con tan solo 19 años consta con más de 100 mil oyentes mensuales en Spotify, más de 20 mil seguidores en Instagram y más de 100 mil seguidores en Tik Tok. Sus canciones han logrado un éxito nacional en poco tiempo, llegando a ocupar grandes marcas dentro de las playlists más importantes de su país, obteniendo el puesto número 5 en el top 50 más virales de España.

## Reseña biográfica

### Infancia
Ceaxe nació el 19 de octubre de 2004 en Barcelona.

## Obra
- Pa Ti (2021)
- Ser Lo Que Era (2021)
- Cuando El Resto Te Falte (2021)
- Pa Ti ll (2021)
- Imagínate (2021)
- Míranos (2022)
- Tu Y Yo (2022)
- Onades (2022)
- Mykonos (2023)
- Te encontré (2024)
- Nena Catalana (2024)

## Producción del artista
Es un artista que destaca por su voz y lírica sentimental, a lo largo de su carrera ha ido innovando constantemente dentro del rap español llegando a colaborar con diferentes artistas del género urbano.